# سیاحت غرب
سیاحت غرب یا سرنوشت ارواح پس از مرگ کتابی اثر آقا نجفی قوچانی است. این کتاب ماجرای زندگی پس از مرگ و عالم برزخ را از دیدگاه اسلامی به صورت داستانی روایت می‌کند. آقا نجفی قوچانی داستان را بر اساس احادیث رسیده از امامان شیعه دربارهٔ عالم برزخ شکل داده‌است. کتاب بارها از سوی ناشران مختلف منتشر شده‌است. در سال ۱۳۸۲ فیلمی بر اساس این کتاب ساخته شده‌است.

## نویسنده
نویسنده کتاب آقا نجفی قوچانی (۱۳۲۳–۱۲۵۶)، از عالمان شیعی اواخر دوره قاجار و عصر پهلوی اول بوده است. وی در سال ۱۳۲۳ شمسی درگذشته و در قوچان مدفون است. وی علاوه بر سیاحت غرب کتابهای دیگری نیز نگاشته است از جمله کتاب سیاحت شرق که زندگینامه خودنوشته‌اش است.

## محتوا و موضوع کتاب
کتاب در رابطه با برزخ و حوادثی که برای انسان بعد از مرگ روی می‌دهد از دیدگاه اسلام بحث می‌کند. کتاب سیاحت غرب به زبان فارسی نوشته شده و برخی از صاحب نظران چون مرتضی مطهری و عبدالله فاطمی نیا آن را سیر روحی قوچانی نیز می‌دانند.
آقانجفی کتاب را به عنوان گزارش‌های برزخی خود معرفی کرده و آن را از زبان اول شخص روایت کرده‌است. نثر سیاحت غرب متعلق به اوایل سده چهاردهم هجری شمسی بوده و در آن از عبارات عربی و دینی فراوانی استفاده شده‌است. در متن کتاب آیات و احادیث ترجمه نشده‌اند.
روایت کتاب «سیاحت غرب» با جملهٔ «و من مُردم» آغاز می‌شود و به همین سادگی مخاطب را در نقطه‌ای متفاوت قرار می‌دهد. این جمله که نمونه زیبا از استفاده از صنعت ادبی حُسن ابتداء یا براعت استهلال در بلاغت است یکی از به یادماندنی‌ترین مثالهای آغاز طرح است. تمام داستان بر اساس همین جمله در دنیای پس از مرگ و برزخ می‌گذرد.

## چاپ و انتشار کتاب
کتاب حدود ۵۰ سال پیش توسط رمضانعلی شاکری قوچانی، رئیس آن موقع کتابخانه آستان قدس رضوی، از روی نسخه‌ای قدیمی و خطی آقا نجفی قوچانی بازنویسی شده‌است. کتاب سیاحت غرب در اصل در سال ۱۳۱۲ شمسی به دست آقا نجفی قوچانی نگارش یافته‌است. ولی در سال ۱۳۴۹ شمسی پس از اصلاحاتی به طور گسترده‌ای به چاپ رسیده است. کتاب توسط انتشارات طباطبائی برای نخستین بار در سال ۱۳۴۹ منتشر شد. این کتاب همراه با توضیح و پاورقی آقایان احمد تدین و محمدرضا عطائی قوچانی بود. کتاب مزبور بلافاصله با استقبال مردم مواجه شد و در نتیجه ناشر در سال ۱۳۵۱ به چاپ دوم آن اقدام کرد.
این کتاب از زمان چاپش تا کنون مورد استقبال بسیار مردم مواجه شده‌است و ناشران مختلفی به چاپ این کتاب همت گمارده‌اند. برخی از این ناشران عبارتند از:
- انتشارات ارمغان طوبی، دو بار چاپ در سال‌های ۱۳۸۱ و ۱۳۸۳، تهران.
- لوح محفوظ، ۱۳۷۹، تهران.
- حسام‌الدین، ۱۳۸۰، تهران.
- گلپا، ۱۳۸۱، تهران.
- آفرینه، ۱۳۷۶، قم.
- نوبخت، ۱۳۸۲، تهران.
- امیرمستعان، ۱۳۸۱، تهران.
- نشر فروغ، ۱۳۷۹، تهران.
- دانش‌پرور، ۱۳۷۹، تهران.
- علی، ۱۳۸۰، تهران.
- فرورتیش، ۱۳۸۵، گرگان.
- نشر هفت، ۱۳۷۹، تهران.
- نشر جمکران 1398، جمکران

این کتاب به زبان‌های عربی و انگلیسی و فرانسوی نیز ترجمه شده‌است.

## فیلم سیاحت غرب
بر اساس کتاب سیاحت غرب در سال ۱۳۸۲ شمسی فیلمی در ایران ساخته شد. این فیلم نیز همانند اصل کتاب مورد استقبال مردم واقع شد. سازندگان فیلم در بروشور تبلیغاتی فیلم آن را به معنای «معاددرمانی» تلقی کرده بودند. یکی از ویژگی‌های این فیلم آن است که به همراه گفت‌وگوهای بازیگران فیلم، آیاتی از قرآن متناسب با آن گفتگوها زیرنویس شده‌است. سه قسمت از این اثر تصویری تاکنون ساخته شده که به زبانهای اردو، عربی و انگلیسی نیز برگردان شده‌اند.
فیلم دیگری نیز از این کتاب با عنوان «عبور از برزخ» به صورت رایگان، با گویش انگلیسی، زیرنویس عربی و همچنین با زبان فارسی در اختیار عموم قرار گرفته‌ است و برخی قسمت‌های آن با بازدیدهای میلیونی روبرو شده‌است.